# Modified-Vaccinia-Ankara-Virus
Das Modified-Vaccinia-Ankara-Virus (MVA) ist ein abgeschwächtes (genauer: attenuiertes) Kuhpockenvirus, das zu Impfzwecken verwendet wird.

## Entstehung
Im Zuge seiner ursprünglichen Erzeugung durch Passagieren (serielle Infektionen von Zellkulturen) in chicken embryo fibroblast-Zellen (CEF, Hühnerembryo-Fibroblasten) hat MVA über 10 % seiner Gene im Vergleich zum Vacciniavirus Kopenhagen (mit 192 Kilobasenpaaren) verloren. Dazu gehörten auch Gene, die die Replikation in Säugetierzellen ermöglichen, weshalb MVA im Menschen replikationsinkompetent ist bzw. die Säugetierzellen nicht-permissiv sind. MVA kann in CEF-Zellen repliziert werden. In der Arbeitsgruppe von Antonio Siccardi wurde eine Variante des MVA entwickelt, die den Fortschritt der Rekombination durch Farbwechsel mit fluoreszenten Reporterproteinen (grün, farblos, rot) anzeigt.

## Genom
Das DNA-Genom des MVA besteht aus 178 Kilobasenpaaren mit 177 offenen Leserastern. In Zellkulturen sind Gene für eine Immunevasion tendenziell weniger wichtig als in Organismen mit Immunsystem, daher fehlen im Vergleich zum Vacciniavirus Kopenhagen unter anderem einige Bereiche mit Genen zur Immunevasion.

## Anwendungen
Das Modified-Vaccinia-Ankara-Virus wurde als Pockenimpfstoff entwickelt und wird experimentell als viraler Vektor zur Impfung gegen andere Krankheiten verwendet, z. B. HIV. Dazu werden Gene von Antigenen durch homologe Rekombination in das Genom des MVA eingefügt.
In Tierversuchen zeigten transgene MVA, je nach dem jeweils enthaltenen Antigen, eine Immunreaktion gegen HIV, Parainfluenzavirus, Influenzavirus, Hepatitis-C-Virus, Cytomegalievirus, MERS-Coronavirus, Masernvirus, Flaviviren, Plasmodium falciparum, Tuberkulose oder verschiedene Krebsarten. Dabei entstehen Antikörper und T-Zellen gegen das Antigen. Wie alle Vektoren auf der Basis von Pockenviren kann MVA nur einmal pro Impfling angewendet werden, da die ebenfalls entstehenden Antikörper und T-Zellen gegen MVA-Proteine bei einer weiteren Anwendung am gleichen Impfling zu einem vorzeitigen Abbau des MVA-Impfstoffs oder zu überschießenden Immunreaktionen dagegen führen kann. Daher werden transgene MVA auch nicht bei Menschen angewendet, die zuvor eine Pockenimpfung erhalten hatten. Aufgrund der einmaligen Verwendung pro Impfling wird es teilweise entweder als prime (Erstimmunisierung) oder boost (Wiederholungsimmunisierung) eingesetzt. Bei der Vakzinierung mit Vektoren auf der Basis von Avipoxviren entstehen dagegen keine gegen den Vektor gerichtete Antikörper.
Das Modified-Vaccinia-Ankara-Virus befindet sich in verschiedenen klinischen Studien der Phasen I/II. Es wird unter anderem mit Antigenen des HIV in verschiedenen klinischen Studien der Phase I als Impfstoff gegen HIV von der International AIDS Vaccine Initiative (IAVI) durchgeführt (MVA-B). Auch gegen SARS-CoV-2 läuft seit Herbst 2020 eine Phase I-Studie mit einem entsprechenden Impfstoff, der im Rahmen des Deutschen Zentrums für Infektionsforschung entwickelt wurde.
Ein MVA-basierter Impfstoff ist unter dem Handelsnamen Imvanex in der EU zur Impfung gegen Pocken und Affenpocken (Mpox) zugelassen. Derselbe Impfstoff ist unter dem Handelsnamen Jynneos in den USA ebenfalls zur Impfung gegen Pocken und Affenpocken zugelassen. Der Lebendimpfstoff muss gefriergekühlt werden. Kurz vor der Anwendung kann er begrenzte Zeit im Kühlschrank gelagert werden. Imvanex schützt mit guter Wirksamkeit (85 Prozent) vor einer Infektion mit dem Affenpocken-Virus; bei rechtzeitiger Gabe ist er auch noch nach der Exposition hilfreich. Im Juli 2022 wurde Imvanex zur Impfung gegen Affenpocken in der EU offiziell zugelassen.

## Geschichte
Das Modified-Vaccinia-Ankara-Virus wurde 1975 von Anton Mayr als Pockenimpfstoff durch über 570 Passagen in embryonalen Hühnerzellkulturen entwickelt. Das zugrundeliegende Vacciniavirus Ankara war zuvor in Kälbern und Eseln passagiert worden. MVA wurde ab 1977 im Zuge der Ausrottung der humanen Pockenviren durch intradermale, subkutane oder intramuskuläre Injektionen an über 120.000 Menschen in Bayern angewendet. Die Verwendung als Impfvektor mit geringen Nebenwirkungen gegen andere Krankheiten wurde ab den 1980er Jahren in der Arbeitsgruppe von Bernard Moss, unter anderem mit Gerd Sutter, entwickelt.